# Фазон
Фазон — флуктуон, що супроводжується  зміною фази. Наприклад, навколо електрона в парамагнетику може виникнути  феромагнітна область тощо
Незвичними прикладами фазонів можуть служити заряджені  частинки в  рідкому гелії: навколо позитивного заряду утворюється область  затверділого гелію, а навколо негативного —  сферична порожнина, в якій «розташовується» електрон. Розміри цих утворень досить значні: радіус області затверділого гелію сім ангстрем, а сферичної порожнини близько двадцяти ангстрем.